# ウッディ・ウィリアムズ
グレゴリー・スコット・ウィリアムズ（Gregory Scott "Woody" Williams、1966年8月19日 - ）は、アメリカ合衆国・テキサス州ヒューストン出身の元プロ野球選手（投手）。

## 経歴

### プロ入りからメジャー昇格まで
アルビン・コミュニティ・カレッジ(英語：Alvin Community College) 、ヒューストン大学(英語：University of Houston) を経て、1988年6月1日にトロント・ブルージェイズからドラフト28巡目で指名され、同年6月5日に契約を結んだ。入団後は、マイナーリーグのニューヨーク・ペンリーグ (A - 級) のチームであるセントキャサリンズ・ブルージェイズ (英語：St. Catharines Blue Jays) に所属し、先発投手として12試合に登板。防御率1.54・8勝2敗・WHIP0.91という好成績を残した。そして、当時ブルージェイズ傘下のチームであったサザンリーグ (AA級) ノックスビル・ブルージェイズに昇格し、ここでは6試合中4試合に先発登板して、防御率3.81・2勝2敗・WHIP1.38を記録した。プロ1年目のマイナーでの通算成績は、18試合の登板 (うち16試合が先発登板) で防御率2.16・10勝4敗・33四球・83奪三振・WHIP1.04であり、いきなり2ケタ勝利を挙げて活躍した。
翌1989年は、フロリダ・ステートリーグ (A + 級) のダニーデン・ブルージェイズからスタートし、9試合に先発で・11試合にリリーフで登板して防御率2.32・3勝5敗・3セーブ・WHIP1.11を記録した。次いでノックスビルに昇格すると先発に戻り、14試合中12試合が先発登板だった。成績は、防御率3.55・3勝5敗1セーブ・71.0イニングで33四球・51奪三振・WHIP1.32だった。2チーム計では、34試合に登板・うち21試合が先発登板で、防御率2.89・6勝10敗4セーブ・WHIP1.21であり、負け越したものの通年の防御率は、2年連続で2.00台にまとめ上げた。
1990年はノックスビルでシーズンを迎え、リリーフでの登板に比重が置かれた。42試合中30試合がリリーフ登板で、防御率3.14・7勝9敗5セーブ・WHIP1.19をマーク。そして、インターナショナルリーグ (AAA級) のシラキュース・チーフス (当時ブルージェイズ傘下) に昇格したが、3試合・9.0イニングに投げて15被安打10失点と炎上して1敗を喫し、防御率10.00・WHIP2.11だった。通年では、45試合の登板 (12先発登板) で防御率3.60・7勝10敗5セーブ・WHIP1.25という成績であり、2年連続で2ケタ敗戦を喫したものの、リリーフがメインながら135.0イニングを投げた。
1991年、前年と同じくノックスビル所属でスタート。同年はリリーフでの起用に拍車が掛かり、先発登板したのは18試合中1試合のみだった。ノックスビルでは防御率3.59・3勝2敗3セーブ・WHIP1.31を記録し、シラキュースに合流。シラキュースでは31試合でマウンドに登り、防御率4.12・3勝4敗6セーブ・WHIP1.45を記録。ノックスビルとシラキュースの通算では、49試合中48試合のリリーフ登板で防御率3.88・6勝6敗・97.1イニングで41四球・74奪三振・WHIP1.39を記録したほか、キャリアハイの9セーブを挙げた。
1992年は年間通じてシラキュースでプレー。また、役割も先発メインに戻った。同年は25試合中16試合が先発登板であり、6勝8敗と負け越したものの、過去2シーズン連続で3.60を超えていた防御率を3.13まで改善し、成長の跡を残した。なお、同年はリリーフで投げた試合で1セーブも記録した。

### メジャー昇格から引退まで
1993年5月14日、敵地での対ニューヨーク・ヤンキース戦でメジャーデビューを果たし、0.2イニングで3被安打1四球2失点という、ほろ苦い投球内容だった。同年は全てリリーフで30試合に登板し、防御率4.38・3勝1敗・WHIP1.68というイマイチの成績だった。
メジャー2年目の1994年も、リリーフ専業で38試合に登板。防御率3.64・1勝3敗・WHIP1.30という成績を残し、負け越したものの防御率やWHIPを改善して成長の跡を示した。なお、38試合はチーム2位の登板試合数だった。また同年は、59.1イニングで56三振を奪う力投を見せ、ウィリアムズのキャリアで最高となる奪三振率8.5も記録した。1995年は23試合の登板で、デビュー以来では最小の登板試合数ながら、3試合で先発登板した。同年は、防御率3.69・1勝2敗・WHIP1.34を記録した。
1996年から先発での起用がメインとなり、12試合中10試合が先発登板だった。同年はキャリア初の完投を記録したほか、防御率4.73・4勝5敗・21四球・43奪三振・WHIP1.44等の成績を残した。翌1997年にはフルシーズン先発ローテーションに定着し、31試合に先発登板。194.2イニングを投げてア・リーグワースト5位タイの31本塁打を浴び、防御率4.35・9勝14敗とイマイチの成績に終わった。1998年は6月25日の対モントリオール・エクスポズ戦でキャリア初完封を記録。被本塁打の多さは相変わらずで、32の先発登板・209.2イニングでリーグワースト2位の36本を浴びたが、防御率4.46・10勝9敗・WHIP1.32を記録し、自身初の2ケタ勝利を挙げた。同年オフの12月12日、ジョーイ・ハミルトン投手とのトレードにより、ピート・トゥッチ外野手 (メジャー経験なし) 及びカルロス・アルマンザー投手と共にサンディエゴ・パドレスに移籍した。
パドレス加入1シーズン目の1999年、33試合に先発登板してチームトップの208.1イニングを投げた。防御率4.41・12勝12敗・WHIP1.37という成績を残し、ブルージェイズ時代から2年連続で2ケタ勝利を挙げた。2000年は23試合の先発登板に留まったが、ナ・リーグ8位タイの4完投を記録して規定投球回 (162.0イニング) には到達。規定投球回に達したシーズンとしては、いずれも結果的にキャリアハイの防御率3.75・WHIP1.23を記録して、3年連続2ケタ勝利 (10勝8敗) をマークした。また、同年は打者としても活躍し、58打数15安打 (打率.259) ・1本塁打 (メジャー初本塁打) ・9打点を記録した。翌2001年は、前年と同数の23試合に先発登板した時点で防御率4.97・8勝8敗・WHIP1.43という不安定な成績だった。その後、同年8月2日にレイ・ランクフォード及び金銭とのトレードで、セントルイス・カージナルスへ移籍した。
カージナルス移籍後は11試合に先発登板。いずれもリーグ7位タイの3完投・1完封を含む、防御率2.28・7勝1敗・WHIP0.97と大活躍した。パドレスとの合算では、34先発登板・220.0イニングで防御率4.05・15勝9敗・56四球・154奪三振・WHIP1.27という成績で、15勝は4年連続2ケタ勝利且つ自己最高 (当時) となる数値だった。同年、キャリア初のポストシーズンでの登板を経験。アリゾナ・ダイヤモンドバックスとのNLDSで1試合に先発登板し、7.0イニングを4被安打1四球1失点9奪三振にまとめる力投を見せ、勝利投手となった (チームは敗戦) 。
2002年は、側胸部の筋肉痛を含む2度のDL入りがあった為、17試合の先発登板に留まり、6シーズンぶりに規定投球回未達だったが、防御率2.53・9勝4敗・WHIP1.06という好成績で、投げられれば高い実力がある事を示した。ポストシーズンでは、サンフランシスコ・ジャイアンツとのNLCSで1試合に先発登板。6.0イニングで6被安打2被本塁打3失点と打ち込まれて敗戦投手となった。
2003年は前半戦で12勝3敗と勝ち星を荒稼ぎし、初めてオールスターのメンバーに選ばれた。オールスターの試合ではナ・リーグ5番手で登板したが、ギャレット・アンダーソンにホームランを浴びた。後半戦は打ち込まれる事が多くなり、15試合の登板 (先発登板は14試合) で防御率5.23・6勝6敗という成績だった。それでも、前半戦で勝ち星を貯金した事が効いて、キャリアハイ且つリーグ2位タイの18勝 (9敗) を挙げた。
2004年11月4日に、FAになる。同年12月9日に、古巣パドレスへFA移籍。
2006年は、12勝5敗で2年振りの2ケタ勝利を記録し、リーグトップの勝率7割6厘を記録した。同年10月31日に、FAとなる。同年11月25日に、ヒューストン・アストロズへ2年総額1,250万ドルでFA移籍。
2007年はリーグワーストの35被本塁打を記録し、リーグワースト3位の15敗だった。

## 詳細情報

### 年度別投手成績 (MLB)
| 年 度      | 球 団      | 登 板 | 先 発 | 完 投 | 完 封 | 無 四 球 | 勝 利 | 敗 戦 | セ 丨 ブ | ホ 丨 ル ド | 勝 率 | 打 者 | 投 球 回 | 被 安 打 | 被 本 塁 打 | 与 四 球 | 敬 遠 | 与 死 球 | 奪 三 振 | 暴 投 | ボ 丨 ク | 失 点 | 自 責 点 | 防 御 率 | W H I P |
| ---------- | ---------- | ----- | ----- | ----- | ----- | -------- | ----- | ----- | -------- | ----------- | ----- | ----- | -------- | -------- | ----------- | -------- | ----- | -------- | -------- | ----- | -------- | ----- | -------- | -------- | ------- |
| 1993       | TOR        | 30    | 0     | 0     | 0     | 0        | 3     | 1     | 0        | -           | .750  | 172   | 37.0     | 40       | 2           | 22       | 3     | 1        | 24       | 2     | 1        | 18    | 18       | 4.38     | 1.68    |
| 1994       | TOR        | 38    | 0     | 0     | 0     | 0        | 1     | 3     | 0        | -           | .250  | 253   | 59.1     | 44       | 5           | 33       | 1     | 2        | 56       | 4     | 0        | 24    | 24       | 3.64     | 1.30    |
| 1995       | TOR        | 23    | 3     | 0     | 0     | 0        | 1     | 2     | 0        | -           | .333  | 232   | 53.2     | 44       | 6           | 28       | 1     | 2        | 41       | 0     | 0        | 23    | 22       | 3.69     | 1.34    |
| 1996       | TOR        | 12    | 10    | 1     | 0     | 0        | 4     | 5     | 0        | -           | .444  | 255   | 59.0     | 64       | 8           | 21       | 1     | 1        | 43       | 2     | 0        | 33    | 31       | 4.73     | 1.44    |
| 1997       | TOR        | 31    | 31    | 0     | 0     | 0        | 9     | 14    | 0        | -           | .391  | 833   | 194.2    | 201      | 31          | 66       | 3     | 5        | 124      | 7     | 0        | 98    | 94       | 4.35     | 1.37    |
| 1998       | TOR        | 32    | 32    | 1     | 1     | 0        | 10    | 9     | 0        | -           | .526  | 894   | 209.2    | 196      | 36          | 81       | 3     | 2        | 151      | 2     | 1        | 112   | 104      | 4.46     | 1.32    |
| 1999       | SD         | 33    | 33    | 0     | 0     | 0        | 12    | 12    | 0        | 0           | .500  | 887   | 208.1    | 213      | 33          | 73       | 5     | 2        | 137      | 9     | 0        | 106   | 102      | 4.41     | 1.37    |
| 2000       | SD         | 23    | 23    | 4     | 0     | 1        | 10    | 8     | 0        | 0           | .556  | 700   | 168.0    | 152      | 23          | 54       | 2     | 3        | 111      | 4     | 0        | 74    | 70       | 3.75     | 1.23    |
| 2001       | SD         | 23    | 23    | 0     | 0     | 0        | 8     | 8     | 0        | 0           | .500  | 632   | 145.0    | 170      | 28          | 37       | 4     | 5        | 102      | 4     | 0        | 88    | 80       | 4.97     | 1.43    |
| 2001       | STL        | 11    | 11    | 3     | 1     | 1        | 7     | 1     | 0        | 0           | .875  | 290   | 75.0     | 54       | 7           | 19       | 1     | 3        | 52       | 1     | 0        | 22    | 19       | 2.28     | 0.97    |
| '01計      | STL        | 34    | 34    | 3     | 1     | 1        | 15    | 9     | 0        | 0           | .625  | 922   | 220.0    | 224      | 35          | 56       | 5     | 8        | 154      | 5     | 0        | 110   | 99       | 4.05     | 1.27    |
| 2002       | STL        | 17    | 17    | 1     | 0     | 0        | 9     | 4     | 0        | 0           | .692  | 412   | 103.1    | 84       | 10          | 25       | 2     | 4        | 76       | 2     | 0        | 30    | 29       | 2.53     | 1.06    |
| 2003       | STL        | 34    | 33    | 0     | 0     | 0        | 18    | 9     | 0        | 0           | .667  | 944   | 220.2    | 220      | 20          | 55       | 2     | 11       | 153      | 3     | 0        | 101   | 95       | 3.87     | 1.25    |
| 2004       | STL        | 31    | 31    | 0     | 0     | 0        | 11    | 8     | 0        | 0           | .579  | 817   | 189.2    | 193      | 20          | 58       | 3     | 9        | 131      | 12    | 1        | 93    | 88       | 4.18     | 1.32    |
| 2005       | SD         | 28    | 28    | 0     | 0     | 0        | 9     | 12    | 0        | 0           | .429  | 697   | 159.2    | 174      | 24          | 51       | 1     | 3        | 106      | 1     | 0        | 92    | 86       | 4.85     | 1.41    |
| 2006       | SD         | 25    | 24    | 0     | 0     | 0        | 12    | 5     | 0        | 0           | .706  | 624   | 145.1    | 152      | 21          | 35       | 3     | 7        | 72       | 4     | 1        | 68    | 59       | 3.65     | 1.29    |
| 2007       | HOU        | 33    | 31    | 0     | 0     | 0        | 8     | 15    | 0        | 0           | .348  | 833   | 188.0    | 216      | 35          | 53       | 5     | 12       | 101      | 1     | 2        | 114   | 110      | 5.27     | 1.43    |
| 通算：15年 | 通算：15年 | 424   | 330   | 10    | 2     | 2        | 132   | 116   | 0        | *0          | .532  | 9475  | 2216.1   | 2217     | 309         | 711      | 40    | 72       | 1480     | 58    | 6        | 1096  | 1031     | 4.19     | 1.32    |

- 「-」は記録なし。
- 通算成績の「*数字」は、不明年度がある事を示す。
- 太字はリーグ1位。

### 獲得タイトル・表彰・記録
- オールスターゲーム選出：1回 (2003年)
- ピッチャー・オブ・ザ・マンス：1回 (2001年9月)

### 背番号
- 54 (1993年 - 1997年途中)
- 20 (1997年途中 - 同年途中)
- 30 (1997年途中 - 1998年)
- 18 (1999年 - 2001年途中)
- 19 (2001年途中 - 2004年)
- 17 (2005年 - 2006年)
- 29 (2007年)